# Королевство Черногория
Короле́вство Черного́рия (серб. Краљевина Црна Гора / Kraljevina Crna Gora) — государство, существовавшее на Балканском полуострове с 1910 по 1918 (де-факто 1916) год. Создано 28 августа 1910 года. Столица королевства — город Цетине, также город Подгорица (с 17 (30) мая 1913 года). Государственная валюта — черногорский перпер.

## История

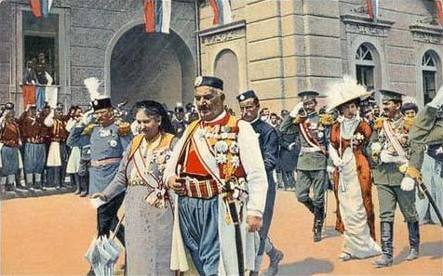
Провозглашение Черногорского королевства, Цетинье, 28 августа 1910 года

Королевство Черногория было провозглашено 28 августа 1910 года в городе Цетинье князем Черногории Николой I Петровичем, принявшим при этом титул короля Черногории Николы I.
Балканская война 1912—1913 годов была отмечена активными действиями короля, но и послужила одной из причин будущего падения королевства. Так, Черногория сделала ряд территориальных приобретений, в частности, за счёт Санджака, занятого совместно с сербскими войсками 30 мая 1913 года. Вхождение в состав Черногории значительной территории, население которой никоим образом не поддерживало новых хозяев, послужило серьёзным шагом к кризису.
К тому же Великие державы потребовали отдать город Шкодер Албании, недавно получившей независимость, при том что потери Черногории в ходе захвата города у Османской империи составили около 10 000 человек.
В течение Первой мировой войны (1914—1918) Черногория являлась союзником Антанты. С 15 января 1916 года по октябрь 1918 года страна была оккупирована Австро-Венгрией.
20 июля 1917 года, согласно Декларации Корфу, было объявлено слияние Черногории с Сербией. 26 ноября 1918 года Черногория официально вошла в состав Королевства Сербия. Те, кто не согласился с этим, в частности, сторонники смещённого короля Николы, продолжали в течение нескольких лет партизанское сопротивление.

## География
В последние годы существования граничило с королевством Сербией на востоке, с Албанией на юге и Австро-Венгрией на севере. Имело небольшой выход к Адриатическому морю на юго-западе.

## См. также

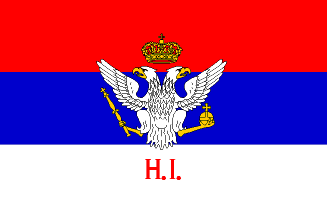
Придворный королевский флаг Черногории